# Осада Иерусалима (614)
В 614 году армия Сасанидской империи осадила и захватила Иерусалим, принадлежавший в то время Византии. Это событие является одним из эпизодов Ирано-византийской войны 602—628 годов, которая, в свою очередь, стала последней в серии римско-персидских войн III—VII веков.
Для завоевания византийских областей Ближнего Востока персидский шах Хосров II (591—628) направил своего военачальника Шахрвараза. После победы при Антиохии Шахрвараз захватил столицу Палестины, что дало Персии выход к Средиземному морю. После этого персы объединились с еврейскими войсками во главе с Нехемией бен Хушиелем и Вениамином, главой еврейской общины Тивериады. Вместе с присоединившимися к ним арабами и евреями южных частей провинции они выступили к Иерусалиму и в конце весны 614 года Иерусалим был взят почти без сопротивления. После падения города было убито большое количество его жителей, прежде всего христиан. Различные источники приводят оценки числа погибших от 17 000 до 90 000 человек. Источники утверждают, что в захваченном городе было разрушено большинство христианских церквей. Главные реликвии христианства были вывезены персами. Многие жители города, включая патриарха Иерусалимского Захарию были захвачены в плен.
События осады Иерусалима, хорошо известные из исторических хроник, начиная с XVIII века претерпевали различные интерпретации в связи с попыткой оценить роль евреев в захвате города и последующем убийстве христиан. Также у историков нет согласия относительно масштаба разрушений. Археологические исследования, имевшие целью внести ясность в данный вопрос, не дают однозначного ответа.

## Предыстория

### Ход войны в 610-х годах

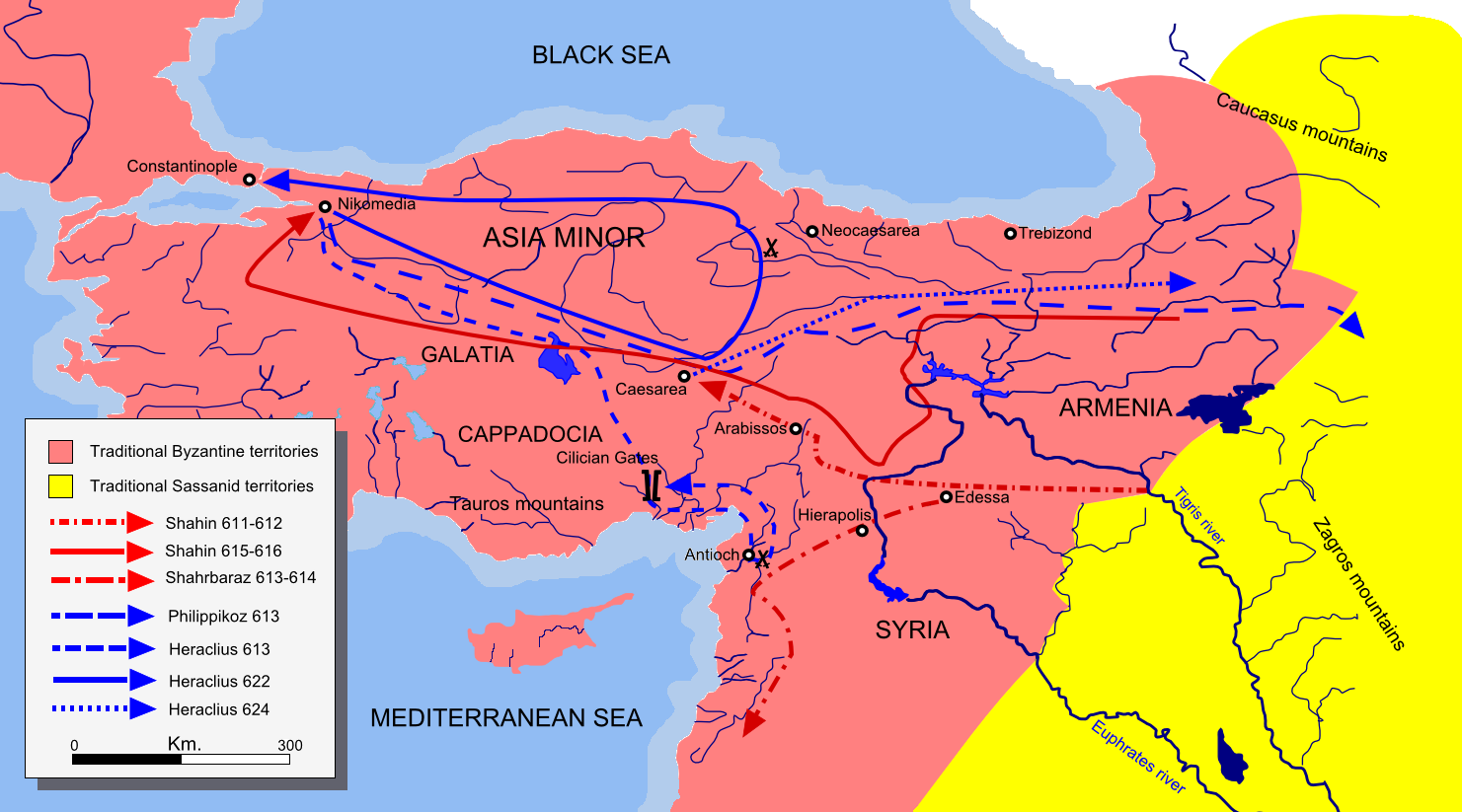
Основные операции византийских и персидских войск в 611—624 годах

Формальным поводом для начала войны в 602 году стало желание шаха Хосрова II отомстить узурпатору Фоке (602—610) за убийство императора Маврикия (592—602), которому Хосров был признателен за помощь в подавлении восстания Бахрама Чубина. Свержение Фоки Ираклием I (610—641) не оказало никакого воздействия на отношение Хосрова к империи. По сложившейся за века практике византийско-сасанидских отношений Ираклий отправил к Хосрову послов, которые от его имени должны были передать, что «так как Фока убил Маврикия царя, твоего друга, я убил Фоку». Однако Хосров не принял эту мотивировку и продолжил боевые действия.
В 611 году персидский полководец Шахин, двигаясь из Армении, захватил Кесарию Каппадокийскую и утвердился в ней. Принявший командование византийскими войсками на востоке империи Приск осадил город зимой того же года. Весною следующего года Шахин вышел из города, поджег его, пробился через посты осаждавших и начал обратный путь в Армению. Приск его не преследовал и утвердился в пострадавшем от персов городе. Весною того же 611 года Шахрвараз, перешедший через Евфрат ещё в 610 году, организовал поход для завоевания Сирии. Войска, стоявшие в Антиохии, выступили против него, но потерпели тяжёлое поражение, и в мае 611 года Шахрбараз овладел столицей Востока. Затем он взял города Апамея и Эмесса.
Хосров вызвал Шахина из Двина, где тот остановился, ко двору и приказал ему двинуться на поддержку Шахрбараза. В исполнении этого повеления Шахин отправился к Евфрату и овладел городом Мелитена. Приск не проявлял никакой инициативы в отражении неприятеля, и это вызвало подозрение в отношении к нему со стороны Ираклия. В декабре 612 года Приск был отстранён от командования армией и пострижен в монахи, а на его место был поставлен зять Маврикия Филиппик. В 612 году Сирия подверглась нашествию арабов, а в 613 году Ираклий сделал попытку задержать наступательные действия персов. Он приказал Филиппику совершить поход в персидскую Армению, а сам вместе с братом Феодором, став во главе военных сил, выступил на отвоевание Сирии. Так как Шахин увел из Армении свои войска на соединение с Шахрбаразом, то Филиппику удалось вторгнуться в персидскую Армению. Он вступил в провинцию Арарат и достиг реки Аракс в области города Вагаршапата. Шахин по приказанию Хосрова направился обратно. В 613 году после разгрома при Антиохии империя оказалась разделённой пополам — сухопутные проходы из Анатолии в Сирию, Палестину, Египет и Карфагенский экзархат были перекрыты.

### Евреи на византийском Ближнем Востоке в начале VII века
Сложившийся баланс в отношениях евреев и государства был нарушен в начале VII века, когда в результате переворота к власти пришёл узурпатор Фока (602—610), убивший своего предшественника Маврикия. Придя к власти Фока, опасаясь не поддержавших его высших чиновников и военных попытался править через партию «зелёных», традиционно находящуюся в оппозиции государству и официальной церкви. «Зелёные» в полной мере воспользовались предоставленной возможностью — в Константинополе они сожгли ипподром, в 609 году в результате беспорядков был убит патриарх Анастасий II. После того, как император понял, что события вышли из под контроля, в Антиохию был послан патрикий Боноз, убивший там множество мятежников. В конце концов Фока был свергнут Ираклием (610—641) при поддержке обеих партий. Эти события стали широко известны в империи, и общее мнение было таково, что в них главными зачинщиками были евреи. Подробно события этого времени изложены одним из его участником, крещёным евреем Иаковом в появившемся в 634 году памфлете «Учение новокрещенного Иакова». Уже после прихода Ираклия к власти в 610 году стали распространяться слухи, что евреи затевают массовое убийство христиан в Тире. Желая предотвратить это бедствие, христиане в свою очередь убили многих евреев.
По версии английского историка Дж. Б. Бьюри, причиной мятежа стало то, что терпящий поражения император решил силой заставить евреев креститься, в результате чего начался мятеж. О роли евреев в этих событиях сообщает Феофан Исповедник: «евреи антиохийские … убили Анастасия великого, патриарха Александрийского, вложили в уста детородные части и влачивши его среди города, убили вместе с ним многих владетелей и сожгли их с домами». Восстание было жестоко подавлено, оставшиеся в живых евреи были изгнаны из города. В 611 году город был захвачен персами. После этого еврейская община в городе исчезла, и в XII веке Вениамин Тудельский застал здесь только 10 еврейских семей. Выдвинутая Дж. Б. Бьюри теория, что события 610 года в Антиохии были вызваны попыткой насильственного крещения евреев была подвергнута сомнению Ю. А. Кулаковским, который критически проанализировал сведения Феофана и пришёл к выводу, что причиной выступления были разногласия между партиями «голубых» и «зелёных». При этом он считает евреев непричастными к убийству Анастасия.

## Падение Иерусалима
В конце 613 или начале 614 года Шахрвараз захватил столицу провинции Палестина Прима, а также порт Арсуф, что дало Персии выход к Средиземному морю. В это время персы не встречали никакого отпора — армия Византии пребывала в растерянности, а местное иудейское население видело в персах избавителей. Согласно армянскому историку VII века Себеосу, «особенно остатки еврейского народа восстали против христиан. Воодушевляясь народной ненавистью, они наносили страшный вред сонмищу верующих. Они отправились к Персам, соединились и смешались с ними». Затем Шахрвараз направился к Иерусалиму, двигаясь через город Лидду. С приближением армии завоевателей среди монахов окрестных монастырей началась паника и многие из них бежали в Аравию. Хотя Иерусалим имел мощные стены, патриарх Захария начал склоняться к мысли о сдаче города и ведению переговоров с персами.
Перед приближением персидской армии к Иерусалиму, монахи монастыря св. Георгия Хозевита бежали за реку Иордан. Монахи лавры Саввы Освященного не успели скрыться, когда за неделю до падения Иерусалима на лавру напало племя кочевников, разграбивших монастырь и убивших 44 монаха. В это же время был разрушен и потом уже никогда не был восстановлен крупный монастырский комплекс Мартирия.
Обстоятельства осады в источниках излагаются противоречиво. Согласно Себеосу, некоторое время велись переговоры о сдаче города с полководцем Размиозаном, в случае добровольной сдачи обещалось «сохранить его в мире и устройстве». Жители города сначала соглашались на это и поднесли персидским военачальникам богатые подарки и приняли персидскую власть. Однако через несколько месяцев в городе начались волнения, представители персидского царя были убиты, а между христианами и евреями началась резня, после которой оставшиеся в живых евреи присоединились к византийскому войску. Несколько другая версия излагается у очевидца событий, монаха Антиоха Стратига. По словам Антиоха, сдачи города не было, не сообщает он ни о персидском отряде в городе, ни о резне среди населения Иерусалима. Вместо этого имело место массовое возмущение пораженческим настроем патриарха. Антиох рассказывает о пришедшей к Захарии делегации, заявившей, что «ты не доброе замышляешь, так как думаешь заключить мир с врагом. И хотя ты считаешь себя святым и не боишься их, так как любишь персидский народ, но мы не подчиняемся твоей воле, ибо по невежеству ты умышляешь неугодное, когда ты хочешь заключить мир с людьми, не боящимися Бога». Уступая такому давлению, Захария отправил в Иерихон монаха Модеста для вызова подкрепления. Модест уговорил ромейские войска выступить, но когда те пришли к Иерусалиму и увидели многочисленность персидского войска, они разбежались.
15 апреля 614 года началась осада Иерусалима и через 20 дней город пал, после чего началось истребление христиан, в чём, по свидетельству некоторых источников, активное участие приняли иудеи. Общее количество погибших у разных авторов сильно отличается — от 17 000 у Антиоха Стратига, до 90 000 у хрониста XII века Михаила Сирийца. Во время осады и последующих грабежей погибли многочисленные христианские святыни, в том числе построенный по приказу матери Константина Великого Елены Храм Гроба Господня. Затем персы приказали прекратить убийства. Себеос сообщает, что выживших оказалось 35 000 человек, включая патриарха Захарию и хранителя Животворящего Креста. От них под пытками стали требовать указать место хранения реликвии, и в конце концов она была выдана персам. Антиох дополняет рассказ Себеоса, сообщая, что после завершения резни были отобраны ремесленники и отправлены в Персию, а остальные были заключены в «водоём Мамилы, который находится вне города, на расстоянии приблизительно двух стадий от башни Давида». Многие там погибли от давки, жары и голода. После этого евреи начали предлагать пленникам принять иудаизм, а после того, как никто не откликнулся на этот призыв, выкупали христиан у персов и убивали их.

## Последствия
Персидское вторжение в Палестину и захват Иерусалима произвели глубокое впечатление на современников. Упоминание об этих событиях есть не только у христианских авторов, но и в мусульманской традиции.
Оценку событий 614 года в 1904 году дал русский историк византийской культуры Н. П. Кондаков:
… Это было бедствие неслыханное после взятия Иерусалима при Тите и на этот раз непоправимое: для этого города уже не было потом эры, подобно временам Константина, и великолепные сооружения в его стенах, подобно так называемой Омаровой мечети, уже не составят эпохи в истории; отныне город и его здания переходят к постоянному упадку, со ступеньки на ступеньку, и самые крестовые походы, столь обильные всякого рода результатами, и, пожалуй, всякою добычею для самой Европы, отзовутся только смутною, путаницей и разложением в жизни самого Иерусалима. Персидское нашествие разом снесло наносную искусственную греко-римскую культуру Палестины, разорило земледелие, обезлюдело города, уничтожило или на время или навсегда монастыри и лавры, прекратило торговлю. Этим нашествием освободились от прежних уз страха грабительские племена арабов, и они приготовились к сплочению в будущем и повсеместному наступлению. Отныне период культурного развития страны окончен, для неё настаёт та смутная эпоха, которой всего естественнее было бы дать название средних веков, если бы только она не продолжалась вплоть до настоящего времени.
После захвата Иерусалима персы отправились на покорение Египта. Вероятно, на короткий срок могло образоваться эфемерное вассальное еврейское государство, или же они обладали автономией де-факто, в условиях безвластия. Себеос сообщает, что через некоторое время евреи были изгнаны из города. Информации об этом периоде истории Палестины сохранилось немного, один из них — созданная в первой половине VII века книга Зоровавеля. Из неё известно, что лидера иудеев того времени звали Нехемия бен Хушиель и что в этот период в Иерусалиме возобновились жертвоприношения.

## Изучение

### Отражение в первичных источниках
Основными источниками по событиям, связанным с осадой Иерусалима в 614 году сохранились в «Истории императора Иракла» армянского историка Себеоса VII века и обнаруженной в конце XIX века Н. Я. Марром хронике монаха Антиоха Стратига, бывшего непосредственным очевидцем событий. Стратиг приводит следующую оценку числа погибших: 66 509 всего, из них 24 518 в водоёме Мамилы. Достоверность его сообщения о выкупе евреями христиан из плена для последующего убийства подвергается сомнению многими исследователями, однако среди сторонников её истинности есть и авторитетные современные византинисты, в том числе А. Н. Анастос и С. Манго. Краткое упоминание без указания на число жертв есть в Пасхальной Хронике, чей анонимный автор жил в начале VII века в Константинополе. Анонимный автор «Хузистанской хроники», написанной на сирийском языке в VII веке, уделяет внимание в основном разрушению Иерусалимских церквей; по его мнению, именно евреи разрушили их все.
Летописец начала IX века Феофан Исповедник кратко сообщает о 90 000 погибших христианах и подтверждает информацию Антиоха о том, что «жиды, покупая христиан, всякий по своему состоянию, убивали их». В дальнейшем именно его оценка числа жертв привлекала наибольшее внимание исследователей. Александрийский патриарх и историк X века Евтихий II сообщает, что евреи вместе с персами убили «неисчислимое количество христиан».
Точка зрения евреев на завоевание Палестины Сасанидами и предшествующие этому события изложена в произведении апокалиптического жанра Книге Зоровавеля.

### В интерпретации историков

#### Западная Европа
События 614 года в Иерусалиме привлекают внимание историков с начала XVIII века, когда французский историк и богослов Жак Баснаж издал Историю евреев (фр. Histoire des Juifs) (1706), в которой принял точку зрения Феофана о количестве жертв среди христиан и о действиях евреев по их выкупу для последующего убийства. Полвека спустя Эдуард Гиббон в Истории упадка и разрушения Римской империи более осторожно сказал, что убийство 90 000 христиан «приписывается евреям и арабам, которые воспользовались беспорядком при персидском наступлении». Так же слухами считал указанную цифру биограф и издатель Гиббона Генри Милман (1829). В иллюстрированном издании Дж. Уильямса The Holy City (1841), удостоенном премии короля Пруссии за литературные достоинства, информация о 90 000 погибших приводится уже без каких-либо оговорок. В первом издании Кембриджской истории Средних веков (1913) Н. Бейнс указал оценку в 57 000 погибших, добавив, что «евреи присоединились к победителям для удовлетворения своей ненависти к своим ненавидимым угнетателям». Обновлённая версия этого издания (2008) кратко говорит о десятках тысячах погибших без уточнения, кто кого убил.
Начиная с появления работы Милмана, на основе анализа событий 614 года стали делаться заключения об особенностях характера еврейского народа. Так, по его мнению, в данном случае «месть евреев была сильнее их алчности» (англ. The vengeance of the Jews was stronger than their avarice). По замечанию канадского историка антисемитизма Гэвина Ленгмюра Милман, как и многие из его современников, рассматривали алчность как суть евреев, для которых «крупно приобретать, не важно, честно или нет, высшая цель». При этом в XIX веке был распространён стереотип о женственном и, соответственно, мирном и чуждом насилия, характере евреев. В 1845 году французский ориенталист еврейского происхождения С. Мунк изложил свою версию событий, согласно которой персидскую армию сопровождали 26 000 евреев, которые, достигнув Иерусалима, там «свершили месть над христианами за жестокие гонения и многие унижения, которые они творили столетиями. Утверждается, что 90 000 христиан погибло». В примечании он, однако, отверг предположение о том, что христиан выкупали, поскольку если бы это было правдой, то они бы не позволили убить себя в таких количествах. Аналогично, в 1865 году другой крупный еврейский историк Х. Гретц счёл рассказ о покупке христиан «чистым вымыслом», не отрицая, что на евреях лежит основная ответственность за разрушение церквей. В начале XX века С. М. Дубнов сравнил «остервенение» победителей с «таким же остервенением, с каким византийская чернь прежде разрушала еврейские синагоги и школы».
В 1930-х в западноевропейской исторической науке усилился интерес к исследованию истоков антисемитизма, в связи с чем исследовались и события 614 года. В 1934 году Дж. Паркс отметил, что евреи имели множество причин ненавидеть христиан и радоваться разрушению их святынь в городе. Не отрицая участия евреев в убийствах и разрушениях, он не соглашался с максимальными значениями числа жертв и не верил в историю о выкупе пленных. В 1935 году Дж. Старр, ученик крупнейшего еврейского историка XX века С. Барона, признавал «непримиримую враждебность» между евреями и христианами, но тоже считал её масштаб преувеличенным источниками. Ряд других работ, появившихся до начала Второй мировой войны, также признавал сложившиеся в начале VII века обстоятельства достаточной причиной для ненависти евреев к христианам.

#### После Второй мировой войны
В послевоенный период наметилась новая тенденция в описании участия евреев в событиях 614 года. В 1946 году вышла работа сотрудника Управления древностей Палестины профессора М. Ави-Йонаха, в которой он, основываясь в основном на Книге Зоровавеля, отметил, что в Иерусалиме «было много убийств, грабежа и разрушений», не уточняя, кого и кем. По его мнению, в разрушении христианских храмов участвовали только персы. В рецензиях на этот труд манера обращения Ави-Йонаха с источниками была названа «не критичной». В 1954 году в сборнике «Jerusalem: The Saga of the Holy City» он согласился с нижней оценкой числа жертв в 30 000 человек, однако в своём более позднем труде «The Jews Under Roman and Byzantine Rule» Ави-Йонах отказался от каких либо оценок. Аналогичных взглядов придерживался С. Барон в своей «A Social and Religious History of the Jews», по его мнению «многие тысячи христианских пленных были проданы евреям, которые якобы убили всех, кто отказался принять иудаизм». В вышедшем в 1961 году втором томе «Истории антисемитизма» Леона Полякова утверждалось, что «упреждающее нападение, вооружённое сопротивление и месть практически полностью отсутствуют в двухтысячелетней истории еврейских гетто», и, говоря о событиях 614 года, он говорит только о том, что «местные евреи объединились между собой», не касаясь вопроса о том, что стало следствием этого объединения, однако затем он сообщает, что после отвоевания Палестины византийцами христиане «жестоко отомстили».
В «Short History of Christianity in the Holy Land» сотрудника Министерства по делам религий Израиля С. Колби (1965) сказано, что в 614 году «многие христианские обитатели города были убиты, а церкви сожжены» без упоминания роли евреев в этих событиях, отметив, однако, «глубокую ненависть» между евреями и христианами-монофизитами. Однако в появившемся в тот же год сборнике эссе М. Иш-Шалома приводится развёрнутая дискуссия о еврейском участии в этих событиях и упоминается цифра в 90 000 предполагаемых жертв. В изложении влиятельного Д. Бен-Сиона роль евреев сводилась к участию в штурме Иерусалима под командованием персов, а затем, в последующие три года, в сборе материалов для постройки нового Храма. Христиане при этом находились под контролем, а евреи-отступники были приговорены к смерти. После оккупации Восточного Иерусалима в 1967 году упоминания об участии евреев в убийстве христиан практически исчезают из работ израильских историков. Например, в переведённом на многие языки иллюстрированном издании «Jerusalem: Sacred City of Mankind», подготовленном мэром Иерусалима Т. Коллеком и писателем М. Перлманом, сообщается только о том, что при взятии Иерусалима много христиан было убито, а их церкви были разрушены и повреждены. В Encyclopaedia Judaica в это время вышел том, в котором статью, посвящённому истории Иерусалима в византийский период, написал М. Ави-Йонах, и на этот раз он ограничился утверждением, что «после того, как стены города были пробиты, многие обитатели города были убиты». В 1980 году Министерство обороны Израиля издало двухтомную «History of Erets-Yisrael», в которой главу о византийском периоде написал М. Ави-Йонах; на этот раз убийство христианского населения Иерусалима было целиком приписано персам. Затем эта версия неоднократно излагалась в энциклопедических изданиях 1980-х годов.

### Раскопки
Рассказ Антиоха Стратига содержит упоминание о 35 захоронениях, расположенных в окрестностях Иерусалима. Некоторые из них были обнаружены в начале 1960-х годов польским библеистом Й. Миликом. Несмотря на то, что источники содержат описание об имевших место жестокостях и разрушениях, археологические свидетельства не давали ясного представления о том, какие именно из имеющихся находок относятся именно к рассматриваемому периоду. Последующие раскопки были призваны внести ясность в вопрос о достоверности источников христианского происхождения. Было обнаружено несколько захоронений византийского периода, крупнейшее из которых было расположено в скальной пещере Мамилы, в 120 метрах к западу о Яффских ворот и в 200 метрах к востоку от пруда Мамилы, упомянутого у Антиоха. Пещера размером 12x3 метра была заполнена останками нескольких сотен человек. Недалеко от входа в неё обнаружена небольшая часовня с надписью, гласящей, что она воздвигнута «во искупление и спасение тех, чьи имена знает Бог». Найденные в пещере предметы позволяют отнести захоронение к началу VII века. Вероятно, часовня была построена вскоре после убийств, в годы персидского владычества. Другие захоронения обнаружены неподалёку и расположены в открытых карьерах и водяных цистернах. Ещё в 1902 году американский консул в Иерусалиме и археолог-любитель С. Меррилл обнаружил на протестантском кладбище на горе Сион останки от 300 до 500 человек. На основании анализа керамических осколков, это захоронение также относят к византийскому периоду. Известны и другие захоронения этой эпохи. Не все из них можно достоверно отнести ко времени персидского завоевания, но многие из них содержат предметы VI—VII веков. Альтернативные гипотезы допускают, что останки могли принадлежать жертвам эпидемии чумы 542 года. Однако останки из района Мамилы не содержат патологических следов. Также маловероятно, чтобы жертвы эпидемии были захоронены в черте города.
Появление в 1990-х годах точной методики классификации византийской керамики позволило произвести более аккуратное определение времени разрушения церквей и жилых построек. Результаты раскопок городских улиц в городе Давида в 1920 годах, в ходе которых были сделаны выводы об имевших место в этом районе разрушениях в персидский период, в настоящее время пересмотрены. Достоверно относящимися к 610-м годам считаются разрушения построек в южной части Храмовой горы. Разрушения, с некоторой степенью достоверности относящиеся к персидскому периоду, находят и в других частях города.
Археологические данные о времени разрушения христианских церквей противоречивы. Хотя разрушения, датируемые началом VII века действительно многочисленны, многие из этих храмов продолжали использоваться и в ранний мусульманский период. Например, церковь Святого Стефана к северу от Дамасских ворот, разрушенная согласно историческим источникам, не имеет археологических следов разрушения. При этом обнаруженные остатки монастыря св. Георгия Хозевита несут явные следы разрушения в начале VII века. В некоторых случая раскопки в указанных источниками местах обнаруживают разрушения и захоронения, однако их нельзя достоверно датировать временем персидского нашествия.
В целом, археологические данные позволяют сделать вывод о непрерывности христианского присутствия в городе в ранний мусульманский период. Расхождения с источниками, утверждающими о масштабных разрушениях, могут быть объяснены либо их недостоверностью в этой части, либо тем, что разрушения действительно имели место, однако были быстро устранены. Сравнение с другими аналогичными историческими событиями даёт противоречивые результаты. Так, римское завоевание в 70 году привело к полному разрушению города, подтверждаемому археологическими данными. С другой стороны, захват города крестоносцами в 1099 году, являвшийся согласно источникам самым кровавым и жестоким, не оставил никаких археологических следов.

## Комментарии
1. ↑  По мнению Ю. А. Кулаковского, Ираклий даже не пытался известить Хосрова о переменах на византийском престоле[4].
2. ↑  Жестокое истребление и увод в рабство были обычным явлением в подобных обстоятельствах в то время[19].
3. ↑  В арабской рукописи приведена цифра 62 455[17].

### Первичные источники
- Антиох Стратиг. Пленение Иерусалима / пер. Н. Я. Марр. — СПб., 1909.
- Себеос. История императора Иракла. — СПб., 1862. — 216 с.
- Феофан Исповедник. Летопись византийца Феофана от Диоклетиана до царей Михаила и сына его Феофилакта. — М., 1884.
- The Armenian History attributed to Sebeos / tran. R. W. Thomson, comm. J. Howard-Johnston. — Liverpool University Press, 1999. — 355 p. — (Translated Texts for Historians). — ISBN 0-85323-564-3.

### Исследования
на английском языке
- Avni G. The Persian Conquest of Jerusalem (614 c.e.)—An Archaeological Assessment // Bulletin of the American Schools of Oriental Research. — 2010. — № 357. — С. 35—48. — JSTOR 27805159.
- Ben-Ami D. New Archaeological and Numismatic Evidence for the Persian Destruction of Jerusalem in 614 CE (англ.) // Israel Exploration Journal[англ.]. — 2010. — Vol. 60, no. 2. — P. 204—221. — JSTOR 27927264.
- Bury J.B. History of the Later Roman Empire from Arcadius to Irene. — London, 1889. — 579 p.
- Foss C. The Persians in the Roman near East (602-630 AD) // Journal of the Royal Asiatic Society. — 2003. — Т. 13, № 2. — С. 149—170. — JSTOR 25188360.
- Horowitz E. «The Vengeance of the Jews Was Stronger than Their Avarice»: Modern Historians and the Persian Conquest of Jerusalem in 614 // Jewish Social Studies, New Series. — 1998. — Т. 4, № 2. — С. 1—39. — JSTOR 4467519.
- Kaegi, W. E. Heraclius: Emperor of Byzantium. — Cambridge: Cambridge University Press, 2003. — P. 65—77. — ISBN 0521814596.
- Kraeling C. H. The Jewish Community at Antioch // Journal of Biblical Literature. — 1932. — Т. 51, № 2. — P. 159. — JSTOR 3259099.
- Louth A. The Byzantine empire in the seventh century // The New Cambridge Medieval History. — Cambridge University Press, 2008. — С. 291—316. — ISBN 978-0-521-36291-7.
- Milman H. H. The history of the Jews. — London, 1866. — Т. III.
- Sharf A. Byzantine Jewry from Justinian to the Fourth Crusade. — New York: Routledge, 1971. — 239 p. — ISBN 0 7100 6831 X.

на французском языке
- Couret A. La prise de Jérusalem par les Perses en 614 // Revue de l'Orient Chretien. — 1897. — Т. 2. — С. 125—164.
- Dagron G., Déroche V. Juifs et chrétiens en Orient byzantin. — ACHCByz, 2010. — 524 p. — (Bilans de recherche). — ISBN 978-2-916716-21-3.
- Déroche V. Polémique anti-judaïque et émergence de l'Islam (7e-8e siècles) // Revue des études byzantines. — 1999. — Т. 57. — С. 141—161.
- Ubierna P. Recherches sur l’apocalyptique syriaque et byzantine au viie siècle : la place de l’Empire romain dans une histoire du salut // Bulletin du centre d’études médiévales d’Auxerre. — 2008. — № 2.
- Vailhé S. Les Juifs et la prise de Jérusalem en 614 // Échos d'Orient. — 1909. — Т. 12, № 74. — С. 15—17.

на русском языке
- Грушевой А. Г. Иудеи и иудаизм в истории Римской республики и Римской империи. — Факультет филологии и искусств СПбГУ, 2008. — 484 с. — ISBN 978-5-8465-0728-9.
- Дубнов С. М. Краткая история евреев. — 2. — Ростов-на-Дону: Феникс, 2003. — 572 с. — ISBN 5-222-03451-8.
- Кондаков Н. П. Археологическое путешествие по Сирии и Палестине. — СПб.: Издание Императорской Академии наук, 1904. — 456 с.
- Кулаковский Ю. А. К критике известий Феофана о последнем годе правления Фоки // Византийский временник. — 1914. — Т. 21. — С. 1—14.
- Кулаковский Ю. А. История Византии. — Алетейя, 1996. — Т. III. 602-717 годы. — 455 с. — (Византийская библиотека. Исследования). — 3000 экз.
- Острогорский Г. А. История Византийского государства / Пер. с нем.: М. В. Грацианский под редакцией П. В. Кузенкова. — М.: Сибирская Благозвонница, 2011. — 895 с. — ISBN 978-5-91362-458-1.
- Пигулевская Н. В. Византия и Иран на рубеже VI-VII вв / Отв. редактор акад. В. В. Струве. — Труды института востоковедения, т. XLVI. — М.‒ Л.: Издательство Академии наук СССР, 1946. — 291 с.